# Анаксандрид
Анаксандрид (стгрч. ἈναξανδρίδηςἈναξανδρίδης) био je старогрчки песник Средње комедије. Његов отац је био Анаксандер ( стгрч. ΑνάξανδροςΑνάξανδρος).
Више пута је освајао старогрчка такмичења у драмском стваралаштву.
Написао је 65 драма а његова каријера је настављена до раних 340-тих.
Вероватно је био из града Камирус на Родосу (тест. 1. 1; 2. 9), иако Суда (тест. 1. 2–3) такође извештава да је „према неким ауторитетима“ био из Колофона. Поред тога, Суда (тест. 1. 3–4) извештава да је Анаксандрид био „први који је увео љубавне везе и силовања девојака“ на позоришну сцену.

## Сачувани наслови и фрагменти
Сачувана су 82 фрагмента (укључујући два за које је спорно ауторство) његових комедија, заједно са 41 насловом.
- Agroikoi (Rustics)
- Anchises
- Aischra (The Ugly Woman)
- Amprakiotis (Girl From Ambracia)
- Anteron (The Rival In Love)
- Achilleus (Achilles)
- Gerontomania (The Madness of Old Men)
- Didymoi (Twins)
- Dionysou Gonai (Birth of Dionysus)
- Helen
- Erechtheus (City Dionysia 368; 3rd)
- Eusebeis (Pious Men)
- Zographoi (Painters) or Geographoi (Geographers, or Geographer)
- Heracles
- Thettalai (Thessalians)
- Thesauros (The Treasure)
- Theseus
- Io (City Dionysia 374; 4th)
- Kanephoros (The Ritual-Basket-Bearer)
- Cercius or Cercion
- Kitharistria (The Female Harpist)
- Kunegetai (The Hunters)
- Komodotragodia (The Comic Tragedy)
- Locrides (Women From Locris)
- Lycurgus
- Mai[nomene] (The Ma[dwoman])
- Melilotos (Sweet Clover)
- Nereus
- Nereids
- Odysseus (City Dionysia between 373 and 358; 4th)
- Hoplomachos (The Expert in Hoplite Fighting)
- Pandarus
- Poleis (Cities)
- Protesilaus
- Samia (The Girl From Samos)
- Satyrias
- Sosippus
- Tereus (not victorious)
- Hybris
- Pharmacomantis (The Drug-Prophet)
- Phialephoros (The Libation-Vessel-Bearer).

Стандардно издање фрагмената и сведочанстава налази се у <i>Poetae</i> Comici Graeci Vol. II. 
Текст је такође објављен са енглеским преводом и коментаром Бењамина Милиса: Anaxandrides: Introduction, Translation, Commentary (Хајделберг, 2015).